# Primera División de Venezuela 1961
La Temporada 1961 de la Primera División de Venezuela fue el quinto campeonato de la máxima categoría del Fútbol Profesional Venezolano.

## Equipos participantes
Participaron 5 equipos: 3 coloniales y 2 locales
| Club                      | Estado           |
| ------------------------- | ---------------- |
| Banco Agrícola y Pecuario | Distrito Federal |
| Banco Francés-Italiano    | Distrito Federal |
| Deportivo Italia          | Distrito Federal |
| Deportivo Portugués       | Distrito Federal |
| Universidad Católica      | Distrito Federal |

## Historia
El Deportivo Italia ganó el título con el técnico brasileño Orlando Fantoni. Fue el primer campeonato ganado por el Deportivo Italia, que recientemente había pasado bajo la dirección de Mino D'Ambrosio.
Debido a que los "Azules" (sobrenombre del Deportivo Italia, ya que usaba camiseta azul como la selección nacional de Italia) ganaron el torneo el 1 de julio cuando vencieron 2-0 al Deportivo Portugués, la Liga Mayor y los equipos en disputa decidieron no jugar el partido entre Banco Agrícola y Pecuario-Universidad Católica Andrés Bello, último de la ronda regular. El Banco Agrícola y Pecuario FC fue proclamado Subcampeón.
Antonio Ravelo (jugador del Banco Agrícola y Pecuario) fue el máximo anotador con 11 goles. Los debutantes del certamen fueron: Banco Francés-Italiano, Banco Agrícola y Pecuario y Universidad Católica

## Clasificación final
| Pos | Equipo                        | J  | G  | E | P  | GF | GC | DG  | Ptos |
| --- | ----------------------------- | -- | -- | - | -- | -- | -- | --- | ---- |
| 1   | Deportivo Italia (C)          | 16 | 10 | 4 | 2  | 29 | 11 | 18  | 24   |
| 2   | Banco Agrícola y Pecuario (D) | 15 | 9  | 1 | 5  | 33 | 27 | 6   | 19   |
| 3   | Banco Francés-Italiano        | 16 | 7  | 2 | 7  | 33 | 36 | -3  | 16   |
| 4   | Deportivo Portugués           | 16 | 5  | 3 | 8  | 23 | 25 | -2  | 13   |
| 5   | Universidad Católica (D)      | 15 | 2  | 2 | 11 | 21 | 40 | -19 | 6    |

|  | (C) : Campeón                              |
|  | (D) : Desaparece al final de la temporada. |

Deportivo Italia

Campeón

### Resultados
| Banco Francés-Italiano    | 5 - 1 | Universidad Católica      | 11 de marzo |
| Deportivo Portugués       | 3 - 1 | Banco Agrícola y Pecuario | 12 de marzo |
| Deportivo Portugués       | 0 - 0 | Deportivo Italia          | 15 de marzo |
| Deportivo Italia          | 3 - 1 | Banco Francés-Italiano    | 18 de marzo |
| Banco Agrícola y Pecuario | 3 - 2 | Universidad Católica      | 19 de marzo |
| Banco Francés-Italiano    | 3 - 0 | Deportivo Portugués       | 25 de marzo |
| Deportivo Italia          | 3 - 1 | Universidad Católica      | 26 de marzo |
| Banco Agrícola y Pecuario | 6 - 1 | Banco Francés-Italiano    | 1 de abril  |
| Deportivo Portugués       | 3 - 0 | Universidad Católica      | 2 de abril  |
| Deportivo Italia          | 3 - 1 | Banco Agrícola y Pecuario | 8 de abril  |

| Banco Francés-Italiano    | 1 - 1 | Deportivo Portugués       | 9 de abril  |
| Deportivo Italia          | 0 - 0 | Universidad Católica      | 15 de abril |
| Banco Francés-Italiano    | 3 - 2 | Banco Agrícola y Pecuario | 16 de abril |
| Deportivo Italia          | 1 - 1 | Deportivo Portugués       | 22 de abril |
| Universidad Católica      | 2 - 1 | Banco Francés-Italiano    | 23 de abril |
| Universidad Católica      | 1 - 0 | Deportivo Portugués       | 29 de abril |
| Deportivo Italia          | 3 - 1 | Banco Agrícola y Pecuario | 30 de abril |
| Banco Agrícola y Pecuario | 2 - 1 | Deportivo Portugués       | 6 de mayo   |
| Deportivo Italia          | 2 - 1 | Banco Francés-Italiano    | 7 de mayo   |
| Banco Agrícola y Pecuario | 2 - 1 | Universidad Católica      | 13 de mayo  |
| Deportivo Portugués       | 1 - 0 | Deportivo Italia          | 14 de mayo  |

| Banco Francés-Italiano    | 4 - 2 | Universidad Católica   | 20 de mayo  |
| Banco Agrícola y Pecuario | 1 - 0 | Deportivo Portugués    | 21 de mayo  |
| Deportivo Italia          | 0 - 0 | Banco Francés-Italiano | 27 de mayo  |
| Banco Agrícola y Pecuario | 2 - 2 | Universidad Católica   | 28 de mayo  |
| Banco Francés-Italiano    | 2 - 1 | Deportivo Portugués    | 3 de junio  |
| Deportivo Italia          | 2 - 1 | Universidad Católica   | 4 de junio  |
| Banco Agrícola y Pecuario | 3 - 2 | Banco Francés-Italiano | 10 de junio |
| Deportivo Portugués       | 6 - 4 | Universidad Católica   | 11 de junio |
| Banco Agrícola y Pecuario | 1 - 0 | Deportivo Italia       | 17 de junio |

| Banco Francés-Italiano    | 2 - 1 | Deportivo Portugués       | 18 de junio  |
| Deportivo Italia          | 1 - 0 | Universidad Católica      | 24 de junio  |
| Banco Agrícola y Pecuario | 3 - 2 | Banco Francés-Italiano    | 25 de junio  |
| Deportivo Italia          | 2 - 0 | Deportivo Portugués       | 1 de julio   |
| Banco Francés-Italiano    | 4 - 3 | Universidad Católica      | 2 de julio   |
| Deportivo Portugués       | 4 - 1 | Universidad Católica      | 12 de julio  |
| Deportivo Italia          | 3 - 1 | Banco Agrícola y Pecuario | 13 de julio  |
| Banco Agrícola y Pecuario | 4 - 1 | Deportivo Portugués       | 15 de julio  |
| Deportivo Italia          | 6 - 1 | Banco Francés-Italiano    | 16 de julio  |
| Universidad Católica      | -     | Banco Agrícola y Pecuario | No disputado |